# Communauté de communes de Penne-d'Agenais
La communauté de communes de Penne-d'Agenais est une ancienne communauté de communes française, située dans le département de Lot-et-Garonne et la région Nouvelle-Aquitaine.
En 2016, Fumel Communauté et la communauté de communes de Penne-d'Agenais fusionne pour former au 1er janvier 2017 la Fumel Vallée du Lot.

## Géographie

### Composition
| Nom                     | Code Insee | Gentilé           | Superficie (km2) | Population (dernière pop. légale) | Densité (hab./km2) |
| ----------------------- | ---------- | ----------------- | ---------------- | --------------------------------- | ------------------ |
| Dausse (siège)          | 47079      |                   | 6,94             | 500 (2014)                        | 72                 |
| Auradou                 | 47017      | Auratoriens       | 11,17            | 382 (2014)                        | 34                 |
| Frespech                | 47105      | Frespechois       | 11,70            | 305 (2014)                        | 26                 |
| Massels                 | 47161      | Masselois         | 6,17             | 111 (2014)                        | 18                 |
| Massoulès               | 47162      | Massoulessois     | 7,86             | 198 (2014)                        | 25                 |
| Penne-d'Agenais         | 47203      | Pennois           | 46,71            | 2 342 (2014)                      | 50                 |
| Saint-Sylvestre-sur-Lot | 47280      | Saint-Sylvestrois | 21,27            | 2 296 (2014)                      | 108                |
| Trémons                 | 47314      | Trémontais        | 13,49            | 390 (2014)                        | 29                 |

### EPCI limitrophes
|                                                  |                                                            | Fumel Communauté                                                              |
| Communauté d'agglomération du Grand Villeneuvois | Communauté de communes de Penne-d'Agenais                  | Communauté de communes de Montaigu-de-Quercy Pays de Serres (Tarn-et-Garonne) |
|                                                  | Communauté de communes Porte d'Aquitaine en Pays de Serres |                                                                               |

## Compétences

### Compétences obligatoires
- Aménagement de l'espace
- Développement économique

### Compétences optionnelles
- Protection et mise en valeur de l'environnement
- Création, aménagement et entretien de la voirie
- Action sociale
- Culture

### Compétences facultatives
- Mise en place d'un réseau d'accès haut débit
- Participation à la démarche "Pays de la Vallée du Lot"
- Élaboration du plan de mise en accessibilité de la voirie et des aménagements des espaces publics

## Administration
| Période                                  | Période  | Identité              | Étiquette | Qualité          |
| ---------------------------------------- | -------- | --------------------- | --------- | ---------------- |
| décembre 1996                            |          | Pierre Merly          |           | maire de Dausse  |
|                                          | En cours | Marie-Thérèse Pouchou | PS        | maire de Trémons |
| Les données manquantes sont à compléter. |          |                       |           |                  |

## Historique
Elle a été créée le 31 décembre 1996.